# Aignay-le-Duc
Aignay-le-Duc ist eine französische Gemeinde mit 263 Einwohnern (Stand 1. Januar 2022) im Département Côte-d’Or in der Region Bourgogne-Franche-Comté. Sie gehört zum Arrondissement Montbard und ist Hauptort des Kantons Châtillon-sur-Seine.

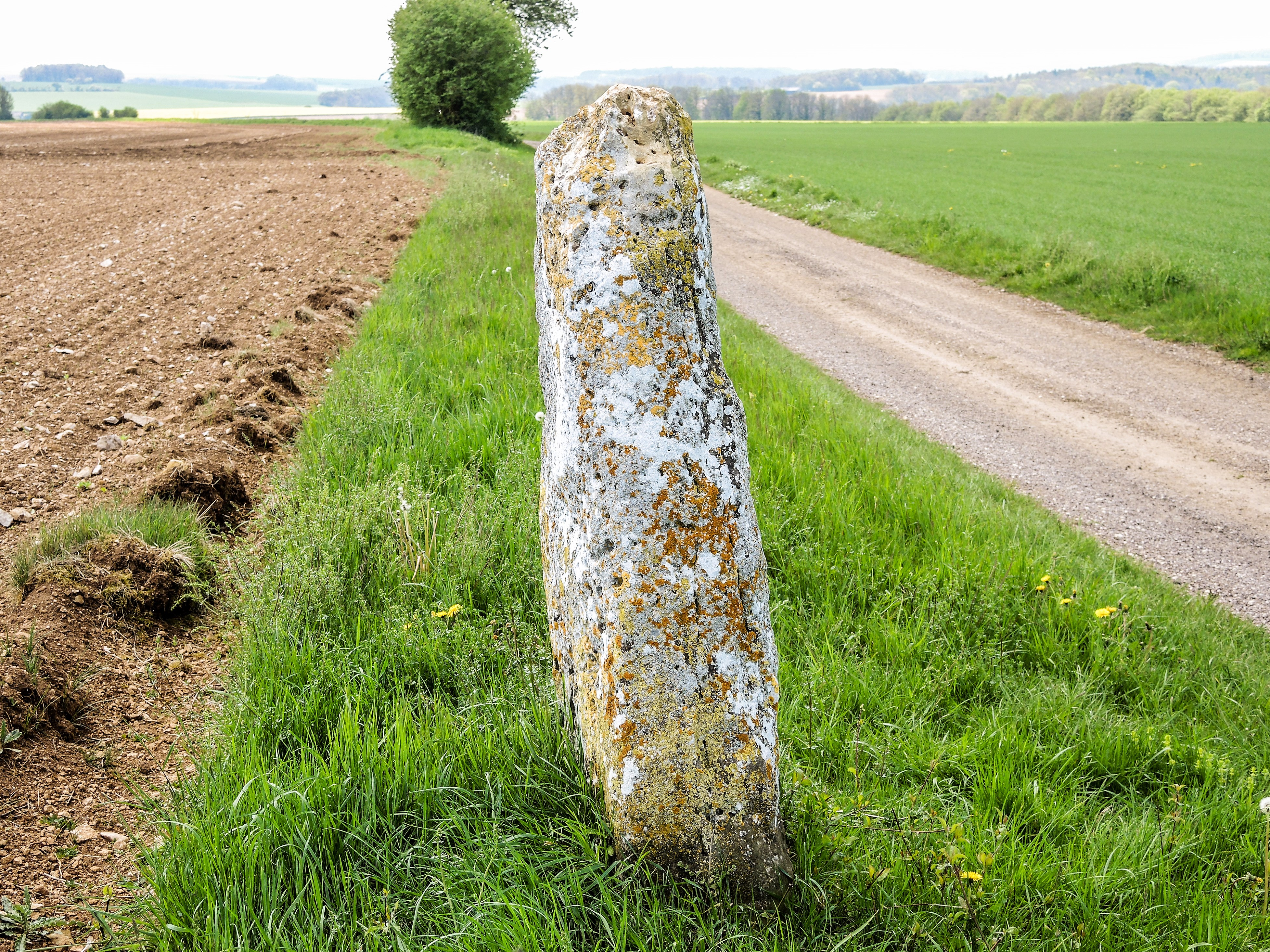
Menhir de Pierre Fiche

## Geographie
Aignay-le-Duc wird umgeben von Leuglay im Norden, von Saint-Broing-les-Moines im Osten, von Étalante im Süden und von Quemigny-sur-Seine im Westen und befindet sich etwa 30 Kilometer südwestlich von Montbard. Die Gemeinde liegt am Fluss Coquille, welcher nordöstlich der Nachbargemeinde Étalante entspringt. Im Osten des Gemeindegebietes verläuft der Fluss Brévon.

## Geschichte
Der Politiker Nicolas Frochot (1761–1828) war in Aignay-le-Duc Notar. Sein Herz ruht in der Kirche.

## Bevölkerung
Die Einwohner der Gemeinde werden im französischen Aignacoises genannt.
| Jahr                       | 1962 | 1968 | 1975 | 1982 | 1990 | 1999 | 2008 | 2016 |
| Einwohner                  | 572  | 630  | 534  | 528  | 455  | 402  | 350  | 288  |
| Quellen: Cassini und INSEE |      |      |      |      |      |      |      |      |

## Sehenswürdigkeiten

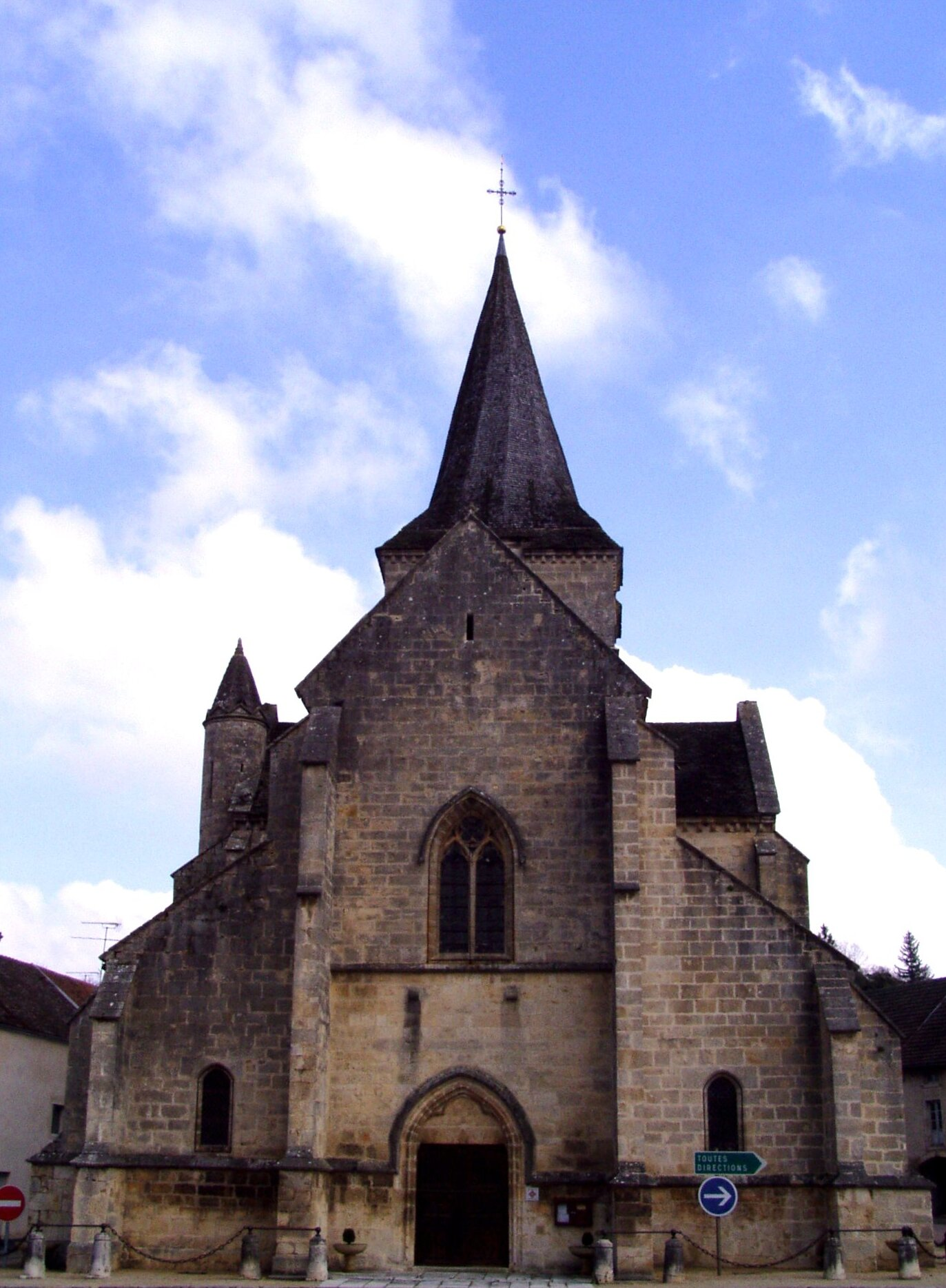
Kirche Saint-Pierre-Saint-Paul
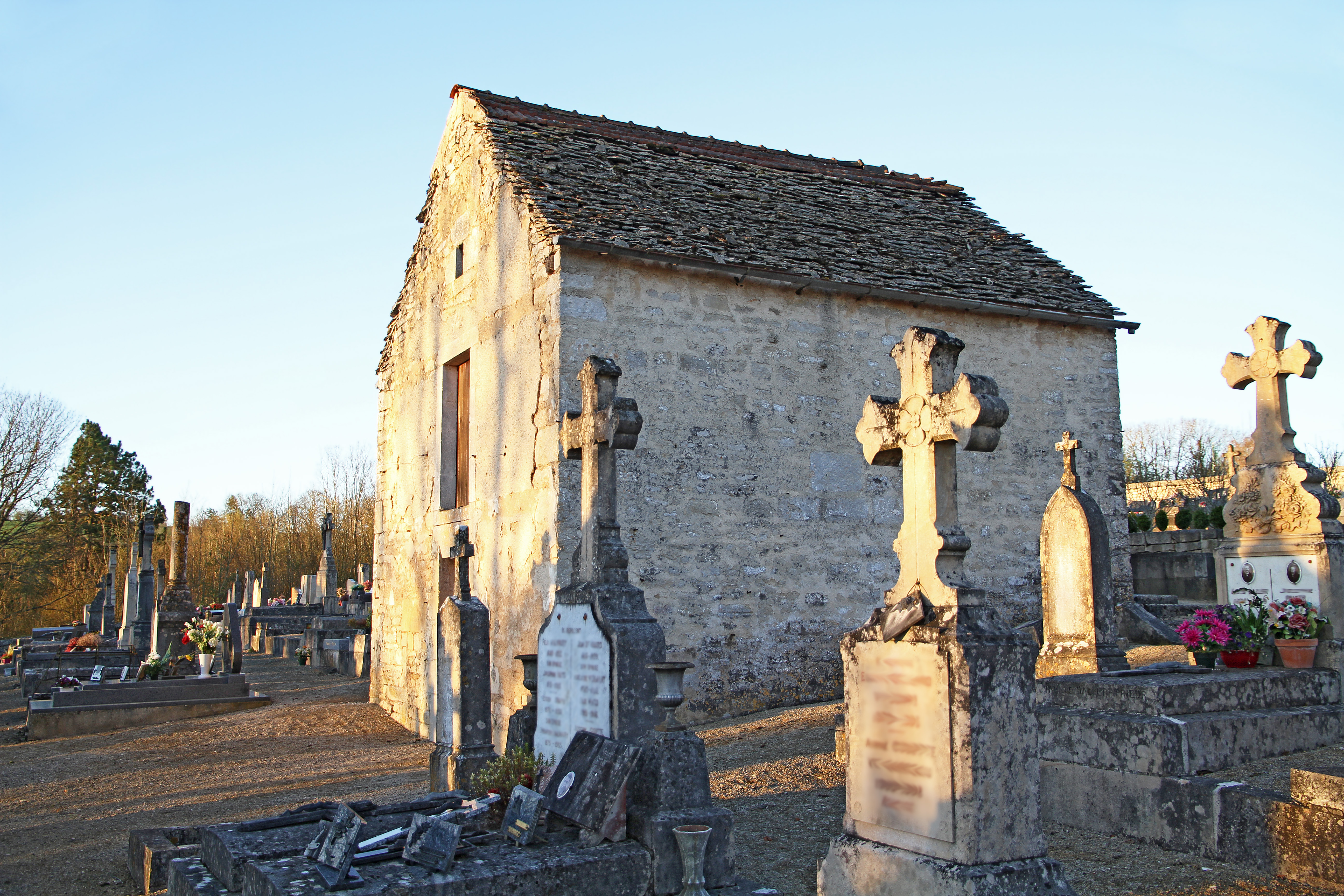
Friedhof
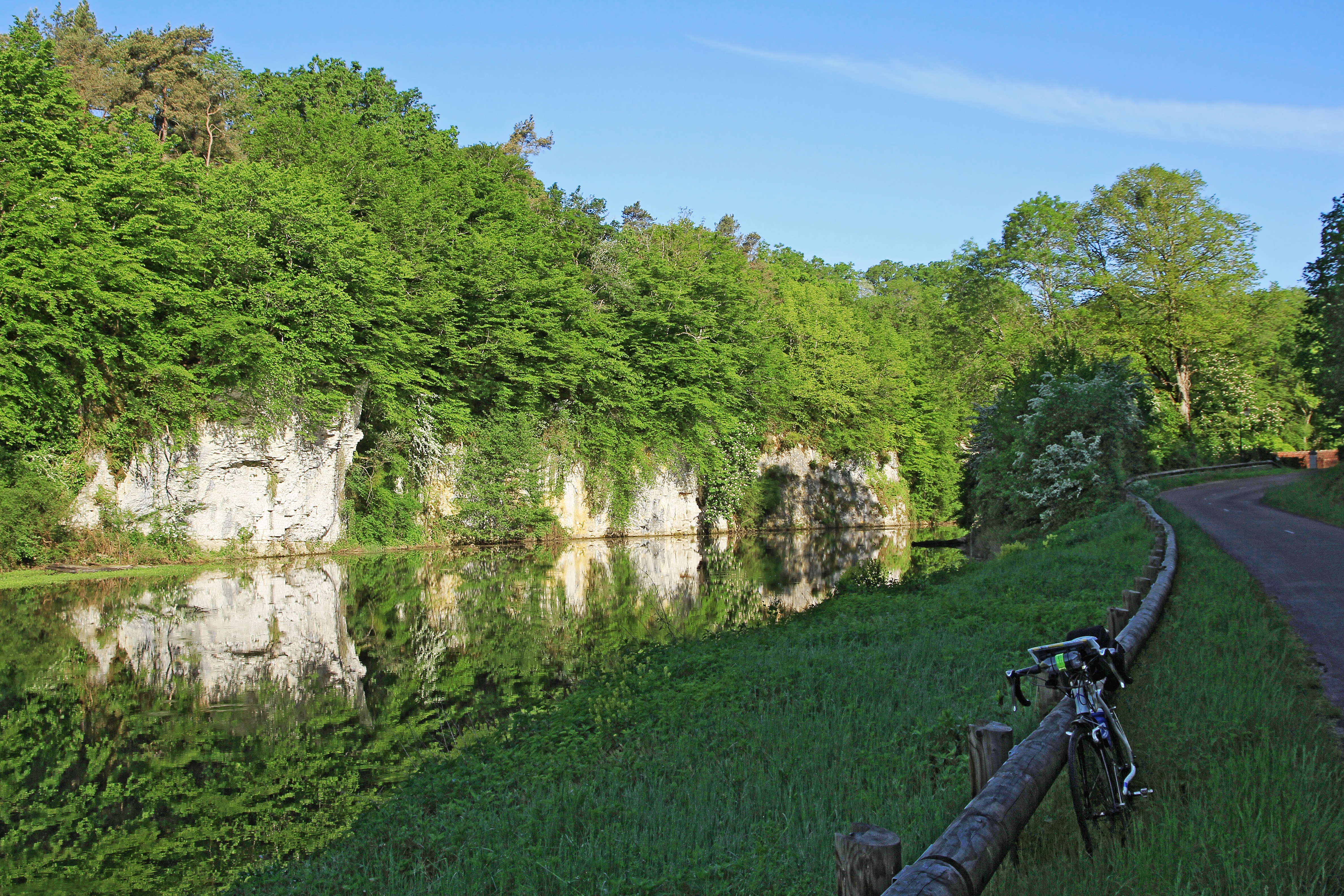
Fluss Coquille
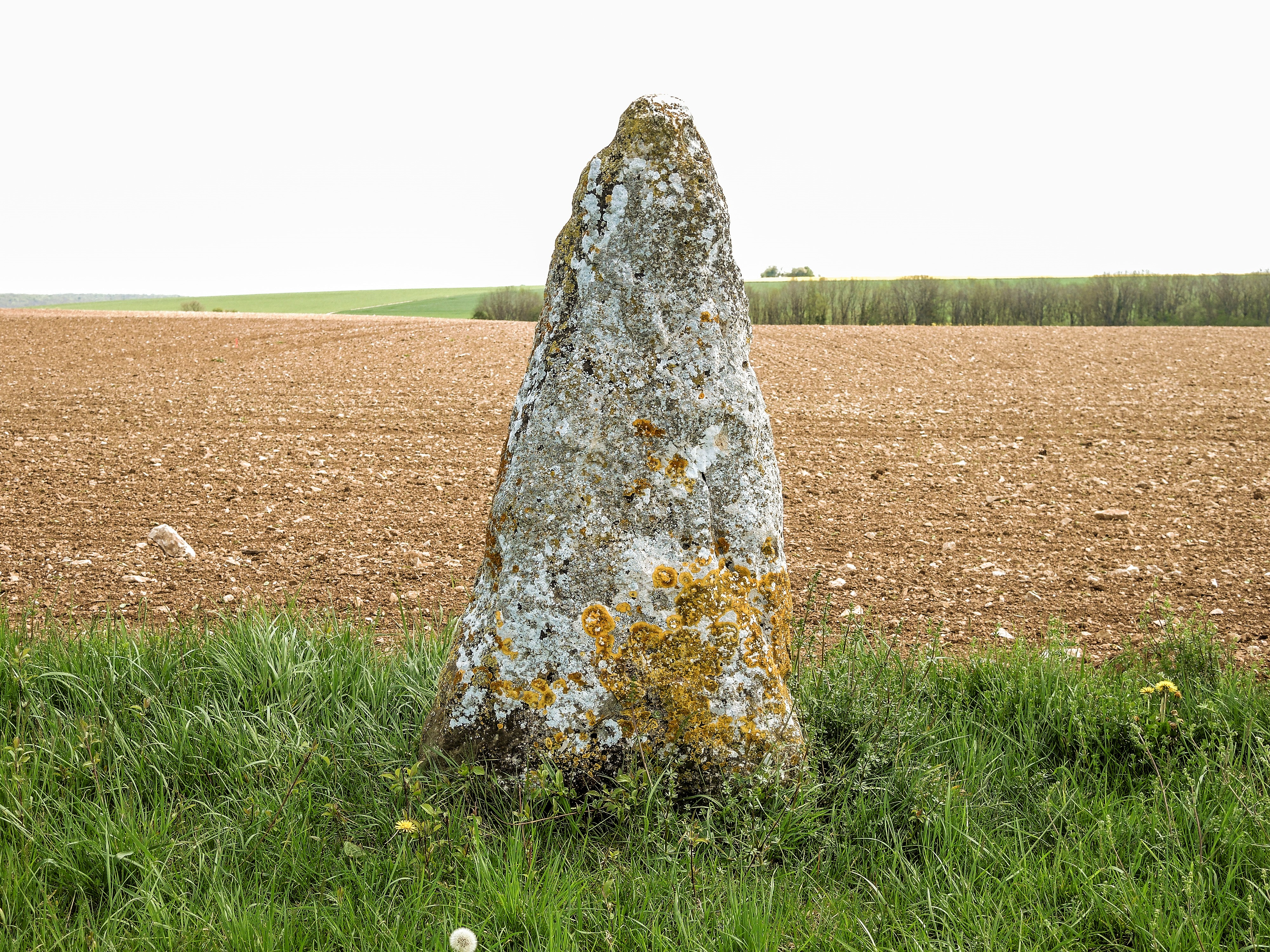
Menhir de Pierre Fiche

- Friedhof und Friedhofskapelle

- Kirche Saint-Pierre-Saint-Paul
- Friedhof
- Fluss Coquille
- Menhir de Pierre Fiche

## Persönlichkeiten
- Claude-Auguste Petit de Beauverger (1748–1819), Politiker, in Aignay-le-Duc geboren
- Anne Marie Milan Desguillons (1753–1829), Schauspielerin, in Aignay-le-Duc geboren
- Bertrand Lavier (* 1949), Bildhauer und Installationskünstler, lebt und arbeitet in Aignay-le-Duc
- Gloria Friedmann (* 1950), Bildhauerin und Installationskünstlerin, lebt und arbeitet in Aignay-le-Duc